# 빅 대디 (영화)
《빅 대디》(영어: Big Daddy)는 미국에서 제작된 데니스 두건 감독의 1999년 코미디 드라마 영화이다. 애덤 샌들러와 조이 로런 애덤스 등이 출연하였고, 시드 개니스와 잭 지어러퓨토가 제작에 참여하였다.

## 줄거리
32살 슬래커 서니는 법학 전문 대학원을 졸업했지만 변호사 시험을 건너뛴 뒤 사고 보상비를 축내며 살고 있다. 서니는 무책임한 생활 방식에 질린 여자친구 버네사에게 차인 직후 난데없이 집 앞으로 배달된 다섯 살 남자 아이 줄리언을 돌보게 된다.
서니는 버네사에게 자신이 정신을 차리고 성숙해졌다는 걸 보여줄 생각에서 줄리언을 입양한다. 그러나 이 방법이 아무 효과도 보지 못하자 친모에게 줄리언을 돌려줄 길을 찾지만 친모가 암으로 사망한 상태라는 사실만 알게 된다. 이후 서니는 자신만의 방식으로 줄리언을 키워 나간다.

## 출연진
- 애덤 샌들러 - 서니 코팩스 역
- 조이 로런 애덤스 - 레일라 멀로니 역
- 존 스튜어트 - 케빈 게리티 역
- 앨런 코버트 - 필 더마토 역
- 롭 슈나이더 - 나조 역: 식당 배달원.
- 조시 모스텔 - 아서 브룩스 역
- 콜 스프라우스, 딜런 스프라우스 - 줄리언 맥그래스 역
- 레슬리 맨 - 코린 멀로니 역
- 조너선 로크런 - 마이크 역
- 피터 단테이 - 토미 그레이턴 역
- 크리스티 스완슨 - 버네사 역
- 조지프 벌로니아 - 레니 코팩스 역: 서니의 아버지.
- 스티브 부세미 - 노숙자 역
- 카먼 더라벌라드 - 판사 역
- 제프리 혼 - 시드 역
- 에드먼드 린덱 - 헐리히 씨 역
- 스티븐 브릴 - 테드 캐스털루치 역
- 재키 샌들러 - 종업원 역
- 데니스 두건 - 트릭 오어 트리팅에 억지로 응하는 사람 역

## 기타 제작진
- 공동 제작: 앨릭스 시스킨
- 협력 제작: 미셸 홀즈워스
- 배역: 로저 머슨든
- 미술: 페리 앤덜린 블레이크
- 의상: 엘런 러터
- 음악 감독: 마이클 딜벡

## 우리말 녹음
MBC 성우진
- 안지환 - 서니(애덤 샌들러)
- 김서영 - 줄리언(콜 스프라우스, 딜런 스프라우스)
- 윤성혜 - 레일라(조이 로런 애덤스)
- 김용준 - 케빈(존 스튜어트)
- 김아영 - 코린(레슬리 맨)
- 최수진 - 버네사(크리스티 스완슨)
- 김용식 - 서니의 아버지(조지프 벌로니아)
- 김기철 - 식당 배달원(롭 슈나이더)
- 박지훈 - 거지(스티브 부세미) / 필(앨런 코버트)
- 김은영 - 선생님(클로이 헐트)
- 홍승옥 - 재판장(카먼 더라벌라드)
- 이성 - 집주인(데니스 두건) / 운전자(조지 홀)
- 이종오 - 아서(조시 모스텔)
- 엄태국 - 서니의 친구(스티브 글렌)
- 최석필 - 시드(제프리 혼) / 헐리히(에드먼드 린덱)
- 표영재 - 토미(피터 단테이)
- 최한 - 마이크(조너선 로크런)
- 노계현 - 체인점 손님(닐 허프)
- 정재헌 - 드라마 속의 남자(피터 포크)
- 문남숙 - 술집 종업원(재키 샌들러)
- 박신희 - 체인점 종업원(서맨사 브라운)